# Tatjana Hüfner
Tatjana Hüfner (Neuruppin, RDA, 30 de abril de 1983) es una deportista alemana que compite en luge en la modalidad individual.
Participó en cuatro Juegos Olímpicos de Invierno, obteniendo en total tres medallas en la prueba individual, bronce en Turín 2006, oro en Vancouver 2010 y plata en Sochi 2014, y el cuarto lugar en Pyeongchang 2018.
Ganó once medallas en el Campeonato Mundial de Luge entre los años 2007 y 2017, y nueve medallas en el Campeonato Europeo de Luge entre los años 2014 y 2019.

## Palmarés internacional
| Juegos Olímpicos   | Juegos Olímpicos      | Juegos Olímpicos  | Juegos Olímpicos       |
| Año                | Lugar                 | Medalla           | Prueba                 |
| ------------------ | --------------------- | ----------------- | ---------------------- |
| 2006               | Turín (Italia)        | Medalla de bronce | Individual             |
| 2010               | Vancouver (Canadá)    | Medalla de oro    | Individual             |
| 2014               | Sochi (Rusia)         | Medalla de plata  | Individual             |
| Campeonato Mundial |                       |                   |                        |
| Año                | Lugar                 | Medalla           | Prueba                 |
| 2007               | Igls (Austria)        | Medalla de oro    | Individual             |
| 2008               | Oberhof (Alemania)    | Medalla de oro    | Individual             |
| 2008               | Oberhof (Alemania)    | Medalla de oro    | Equipo                 |
| 2011               | Cesana (Italia)       | Medalla de oro    | Individual             |
| 2012               | Altenberg (Alemania)  | Medalla de oro    | Individual             |
| 2012               | Altenberg (Alemania)  | Medalla de oro    | Equipo                 |
| 2013               | Whistler (Canadá)     | Medalla de plata  | Individual             |
| 2015               | Sigulda (Letonia)     | Medalla de bronce | Individual             |
| 2017               | Igls (Austria)        | Medalla de oro    | Individual             |
| 2017               | Igls (Austria)        | Medalla de oro    | Equipo                 |
| 2017               | Igls (Austria)        | Medalla de plata  | Individual (velocidad) |
| Campeonato Europeo |                       |                   |                        |
| Año                | Lugar                 | Medalla           | Prueba                 |
| 2004               | Oberhof (Alemania)    | Medalla de plata  | Individual             |
| 2006               | Winterberg (Alemania) | Medalla de plata  | Individual             |
| 2012               | Paramonovo (Rusia)    | Medalla de plata  | Individual             |
| 2012               | Paramonovo (Rusia)    | Medalla de plata  | Equipo                 |
| 2013               | Oberhof (Alemania)    | Medalla de plata  | Individual             |
| 2016               | Altenberg (Alemania)  | Medalla de oro    | Individual             |
| 2016               | Altenberg (Alemania)  | Medalla de oro    | Equipo                 |
| 2017               | Königssee (Alemania)  | Medalla de bronce | Individual             |
| 2019               | Oberhof (Alemania)    | Medalla de plata  | Individual             |